# Continental Basketball Association 2002-2003
La stagione CBA 2002-2003 fu la 57ª della Continental Basketball Association. Parteciparono 8 squadre divise in due gironi.
Rispetto alla stagione precedente, i Flint Fuze si trasferirono a Birch Run, diventando i Great Lakes Storm. Gli Idaho Stampede e gli Yakima Sun Kings ripresero le operazioni mentre i Fargo-Moorhead Beez e i Saskatchewan Hawks scomparvero.

## Squadre partecipanti
- Dakota Wizards
- Gary Steelheads
- Gr. Rapids Hoops
- Great Lakes Storm
- Idaho Stampede
- Rockford Lightning
- S. Falls Skyforce
- Yakima Sun Kings

## Classifiche

### American Conference
| Squadra            | V  | P  | QW    | PTS   |
| ------------------ | -- | -- | ----- | ----- |
| Rockford Lightning | 32 | 16 | 112,5 | 208,5 |
| Grand Rapids Hoops | 23 | 25 | 100,5 | 169,5 |
| Gary Steelheads    | 25 | 23 | 93,5  | 168,5 |
| Great Lakes Storm  | 19 | 29 | 80,5  | 137,5 |

### National Conference
| Squadra              | V  | P  | QW    | PTS   |
| -------------------- | -- | -- | ----- | ----- |
| Dakota Wizards       | 31 | 17 | 119,5 | 212,5 |
| Yakima Sun Kings     | 28 | 20 | 104,5 | 188,5 |
| Idaho Stampede       | 17 | 31 | 87,5  | 138,5 |
| Sioux Falls Skyforce | 17 | 31 | 69,5  | 120,5 |

## Play-off

### Finali di conference
| Bismarck 11 marzo 2003, ore 21:30                 | Dakota Wizards | 100 – 98 (20-26, 43-49, 75-71) | Yakima Sun Kings | Bismarck Civic Center (1.958 spett.) |
| \| \| \| \| \| Rice 24 \| Punti \| 24 Cantrell \| |                |                                |                  |                                      |
|                                                   |                |                                |                  |                                      |
| Rice 24                                           | Punti          | 24 Cantrell                    |                  |                                      |

| Bismarck 12 marzo 2003, ore 19:05                 | Dakota Wizards | 102 – 110 (19-25, 43-53, 69-75) | Yakima Sun Kings | Bismarck Civic Center (2.364 spett.) |
| \| \| \| \| \| Rice 24 \| Punti \| 22 Cantrell \| |                |                                 |                  |                                      |
|                                                   |                |                                 |                  |                                      |
| Rice 24                                           | Punti          | 22 Cantrell                     |                  |                                      |

| Yakima 16 marzo 2003                              | Yakima Sun Kings | 109 – 102 (23-31, 49-50, 80-80) | Dakota Wizards | Yakima Valley SunDome (3.234 spett.) |
| \| \| \| \| \| Goldwire 36 \| Punti \| 21 Rice \| |                  |                                 |                |                                      |
|                                                   |                  |                                 |                |                                      |
| Goldwire 36                                       | Punti            | 21 Rice                         |                |                                      |

| Yakima 17 marzo 2003                               | Yakima Sun Kings | 105 – 100 | Dakota Wizards | Yakima Valley SunDome |
| \| \| \| \| \| Goldwire 26 \| Punti \| 23 Dixon \| |                  |           |                |                       |
|                                                    |                  |           |                |                       |
| Goldwire 26                                        | Punti            | 23 Dixon  |                |                       |

| Rockford 11 marzo 2003                                 | Rockford Lightning | 149 – 146 (d.1t.s.) (37-34, ?, ?, 132-132) | Grand Rapids Hoops | Rockford MetroCentre |
| \| \| \| \| \| Phillips 35 \| Punti \| 38 Honeycutt \| |                    |                                            |                    |                      |
|                                                        |                    |                                            |                    |                      |
| Phillips 35                                            | Punti              | 38 Honeycutt                               |                    |                      |

| Rockford 12 marzo 2003, ore 13:05                 | Rockford Lightning | 120 – 128 (? , 70-69, ?) | Grand Rapids Hoops | Rockford MetroCentre (1.261 spett.) |
| \| \| \| \| \| Fields 21 \| Punti \| 26 Scales \| |                    |                          |                    |                                     |
|                                                   |                    |                          |                    |                                     |
| Fields 21                                         | Punti              | 26 Scales                |                    |                                     |

| Grand Rapids 18 marzo 2003, ore 18:05                | Grand Rapids Hoops | 116 – 108  | Rockford Lightning | DeltaPlex Expo and Entertainment Center |
| \| \| \| \| \| Polynice 22 \| Punti \| 19 Johnson \| |                    |            |                    |                                         |
|                                                      |                    |            |                    |                                         |
| Polynice 22                                          | Punti              | 19 Johnson |                    |                                         |

| Grand Rapids 18 marzo 2003, ore 18:05            | Grand Rapids Hoops | 127 – 124 (? 60-58, ?) | Rockford Lightning | DeltaPlex Expo and Entertainment Center |
| \| \| \| \| \| Scales 36 \| Punti \| 26 White \| |                    |                        |                    |                                         |
|                                                  |                    |                        |                    |                                         |
| Scales 36                                        | Punti              | 26 White               |                    |                                         |

### Finale CBA
| Yakima 24 marzo 2003, ore 18:30                   | Yakima Sun Kings | 117 – 107 (30-30, 56-57, 89-87) | Grand Rapids Hoops | Yakima Valley SunDome (4.815 spett.) |
| \| \| \| \| \| Martin 33 \| Punti \| 34 Scales \| |                  |                                 |                    |                                      |
|                                                   |                  |                                 |                    |                                      |
| Martin 33                                         | Punti            | 34 Scales                       |                    |                                      |

### Tabellone
|  | Finali di conference | Finali di conference | Finali di conference |        |              | Finale CBA   | Finale CBA | Finale CBA |  |
|  |                      |                      |                      |        |              |              |            |            |  |
|  | 1A                   | Rockford             | 1                    |        |              |              |            |            |  |
|  | 1A                   | Rockford             | 1                    |        |              |              |            |            |  |
|  | 2A                   | Grand Rapids         | 3                    |        |              |              |            |            |  |
|  | 2A                   | Grand Rapids         | 3                    |        | Grand Rapids | Grand Rapids | 0          |            |  |
|  |                      |                      |                      |        | Grand Rapids | Grand Rapids | 0          |            |  |
|  |                      |                      | Yakima               | Yakima | 1            |              |            |            |  |
|  | 2N                   | Yakima               | Yakima               | Yakima | 1            | 3            |            |            |  |
|  | 2N                   | Yakima               |                      |        |              |              |            |            |  |
|  | 1N                   | Dakota               | 1                    |        |              |              |            |            |  |

## Vincitore
| Campione CBA 2003            |
| ---------------------------- |
| Yakima Sun Kings (3º titolo) |

## Statistiche
| Categoria             | Giocatore       | Squadra              | Stat |
| --------------------- | --------------- | -------------------- | ---- |
| Punti per gara        | Ronnie Fields   | Rockford Lightning   | 23,2 |
| Rimbalzi per gara     | Damian Cantrell | Yakima Sun Kings     | 12,8 |
| Assist per gara       | Tyson Wheeler   | Great Lakes Storm    | 8,2  |
| Palle rubate per gara | Ronnie Fields   | Rockford Lightning   | 2,6  |
| Stoppate per gara     | Oliver Miller   | Dakota Wizards       | 2,5  |
| FG%                   | Chianti Roberts | Idaho Stampede       | 65,6 |
| FT%                   | Kelley McClure  | Sioux Falls Skyforce | 89,2 |
| 3FG%                  | Fred Vinson     | Yakima Sun Kings     | 51,7 |

## Premi CBA
- CBA Most Valuable Player: Andy Panko[11], Dakota Wizards
- CBA Coach of the Year: Chris Daleo[12], Rockford Lightining
- CBA Defensive Player of the Year: Kevin Rice[13], Dakota Wizards
- CBA Newcomer of the Year: Damien Cantrell, Yakima Sun Kings
- CBA Rookie of the Year: Immanuel McElroy, Grand Rapids Hoops
- CBA Playoff MVP: Darrick Martin, Yakima Sun Kings
- All-CBA First Team:[14]
  - Andy Panko, Dakota Wizards
  - Bryant Notree, Gary Steelheads
  - Ronnie Fields, Rockford Lightning
  - Damien Cantrell, Yakima Sun Kings
  - Jerald Honeycutt, Grand Rapids Hoops
- All-CBA Second Team:
  - Oliver Miller, Dakota Wizards
  - Alex Scales, Grand Rapids Hoops
  - Albert White, Rockford Lightning
  - Tyson Wheeler, Great Lakes Storm
  - Kevin Rice, Dakota Wizards
- CBA All-Defensive First Team:[13]
  - Kevin Rice, Dakota Wizards
  - Alex Jensen, Yakima Sun Kings
  - Livan Pyfrom, Rockford Lightning
  - Michael Johnson, Idaho Stampede
  - Jemeil Rich, Gary Steelheads
- CBA All-Rookie First Team:[15]
  - Immanuel McElroy, Grand Rapids Hoops
  - Cory Bradford, Dakota Wizards
  - Corsley Edwards, Sioux Falls Skyforce
  - Cam Stephens, Great Lakes Storm
  - Byron Mouton, Idaho Stampede